# 宮澤寿梨
宮澤 寿梨（みやざわ じゅり、1980年4月25日 - ）は、日本の女優、タレント。
長野県上田市出身。エービーシープロジェクトを経て、2018年10月からジョイメーカーに所属。日出女子学園高等学校卒業。

## 略歴
1993年、『とんねるずの生でダラダラいかせて!!』のコーナー「セクシー小学生ゴングショー」第4回で優勝し、各回の出場者から選抜された仲根かすみや山崎亜美らと共にアイドルグループ「ねずみっ子クラブ」としてデビュー。当時小学6年生で最年長メンバーだった。当初は俳優の大野しげひさの個人事務所であるグリーンプロモーションに所属していた。
その後もCMやドラマで活躍し、1998年、『星獣戦隊ギンガマン』にサヤ / ギンガピンク役で出演。写真集も出した後、2001年にはアクション映画『くノ一忍法伝 魔物の館〜女淫兄妹抄〜』で主役ヒロインを務めた。
その後はDVD「rare」（2004年10月）や「パチスロ必勝本DX」（2005年8月で休止）でのレポーター活動、2005年元旦のかくし芸大会に出演。また、2004年3月には戦隊ピンクを演じた女優のトークライブイベント「桃祭」に出演している。
主に女優業やパチスロ雑誌のレポーターを中心に活躍を続けていたが、祖母が脳梗塞で倒れ介護問題に直面し、元々おばあちゃん子だったこともあり芸能活動で疎遠になった家族と過ごす時間を増やすため2008年より芸能活動を休止。介護ヘルパー2級（現・初任者研修）の資格を取得し介護施設で働くなど、長らく芸能界から離れていた。
2016年に『宇宙刑事シャリバン』主演の渡洋史と『救急戦隊ゴーゴーファイブ』のピンクの柴田かよこがMCを務めるニコニコ生放送の番組にゲスト出演し、久しぶりにメディアに登場。それ以来、戦隊モノのイベントに呼ばれることが増え、イベントで共演したスーパー戦隊シリーズOB・OGである海津亮介・信達谷圭・牧野美千子・たなかえりらと「ニヤニヤブラザーズ&シスターズ」を結成し、ライブ活動を行っている。
2024年3月、6年ぶりに舞台に復帰。2008年からは祖母の介護で芸能界を引退していた。

## 人物・エピソード
2000年時点のサイズはB80・W60・H80。Bカップ。
実家はクリーニング店を営んでいる。デビューのきっかけは、母親がテレビのオーディションに応募したことであった。
よく寝てしまうことや、歩く速度が遅いことなどから、他人からはマイペースだと言われることが多い。
動物が好きで、犬、猫、ウサギなどを飼っていた。
『ギンガマン』で演じたサヤについては紅一点だが男勝りな役柄であったからやりやすかったと述べている。また、不器用なところが自身に似ているとも語っている。
『ギンガマン』の野外の戦闘シーンや爆破シーンのロケは栃木県岩舟町や神奈川県の城ヶ島が多く、「東映大泉撮影所を出発するのが早朝7時前後。それで、ギンガブルーの照英さんやギンガレッドの前原一輝さんと最寄りの大泉学園駅前の松屋で腹ごしらえしたものです」と語っている。
趣味はヨガ、サーフィン、映画鑑賞、特技はスノーボード、水泳。

## 出演

### テレビ
- とんねるずの生でダラダラいかせて!!（1992年 - 1993年）
- グラビアの美少女（1998年、MONDO21）
- 探偵!ナイトスクープ（1999年） - 「息子の臆病を治して」依頼中、ギンガピンク・サヤ役で出演
- 志村&所の戦うお正月（2000年1月1日） - 巨乳VS美乳対決で川村ひかる、川村亜紀、久留須ゆみ、小川まるみ、伊藤絵理香、八木沼真由子らと共演。
- とんねるずのみなさんのおかげでしたスペシャル（2001年）
- スキヤキ!!ロンドンブーツ大作戦（2001年5月29日）
- 新春かくし芸大会（2005年1月1日） - 「女子二十六大艶舞飛翔鳳凰」演目
- お父さんのためのショウビズ講座（2006年2月、BS-i） - アシスタントMC

### テレビドラマ
- ウイークエンドドラマ 変「HEN」 鈴木くん佐藤くん」（1996年4月 - 5月） - 鈴木早映菜 役
- D×D（1997年）
- 星獣戦隊ギンガマン（1998年） - サヤ / ギンガピンク、星野美咲（第十四章・二役[3]）[10] 役
- はぐれ刑事純情派新春スペシャル（2002年1月3日） - 真木正美 役
- 土曜ワイド劇場（テレビ朝日）
  - おとり捜査官・北見志穂IV（2001年12月22日）
  - お祭り弁護士・澤田吾朗（3）（2002年8月31日） - 菅野弓子 役
  - おとり捜査官 北見志穂10（2006年5月6日） - 宝石店店員・安藤けい子 役
  - 超高層ホテルウーマンvs女ガードマン（2007年12月） - 柴山零 役

### 映画
- 雀鬼くずれ2（2003年） - カンコ 役

### オリジナルビデオ
- 亡霊学級（1996年） - 主演・目黒ユリ 役
- スーパー戦隊シリーズ
  - 星獣戦隊ギンガマンスーパービデオひみつのちえの実（1998年） - サヤ / ギンガピンク 役
  - 星獣戦隊ギンガマンVSメガレンジャー（1999年） - サヤ / ギンガピンク 役
  - 救急戦隊ゴーゴーファイブVSギンガマン （2000年） - サヤ / ギンガピンク 役

### 舞台
- 春を待つトイレの花子さん[11]（2018年2月28日 - 3月4日、サンモールスタジオ）[5]
- 死してなお、お母さんの…（2024年3月10日、上野ストアハウス）

### ラジオ
- レインボータウンFM「きらきらジョイフルTIME」毎月第4火曜日20時～21時　メインMC

### 写真集
- VOYAGE（2000年、ケイエスエス、撮影：谷口征）

### DVD
- くノ一忍法伝 魔物の館〜女淫兄妹抄〜（2001年）[5]
- rare（2004年）